# Линдау (Шлезвиг-Гольштейн)
Линдау (нем. Lindau) — община в Германии, в земле Шлезвиг-Гольштейн, недалеко от города Киля.
Входит в состав района Рендсбург-Экернфёрде. Подчиняется управлению Денишер Вольд. Население составляет 1264 человека (на 31 декабря 2010 года). Занимает площадь 25,18 км².